# Bella Center

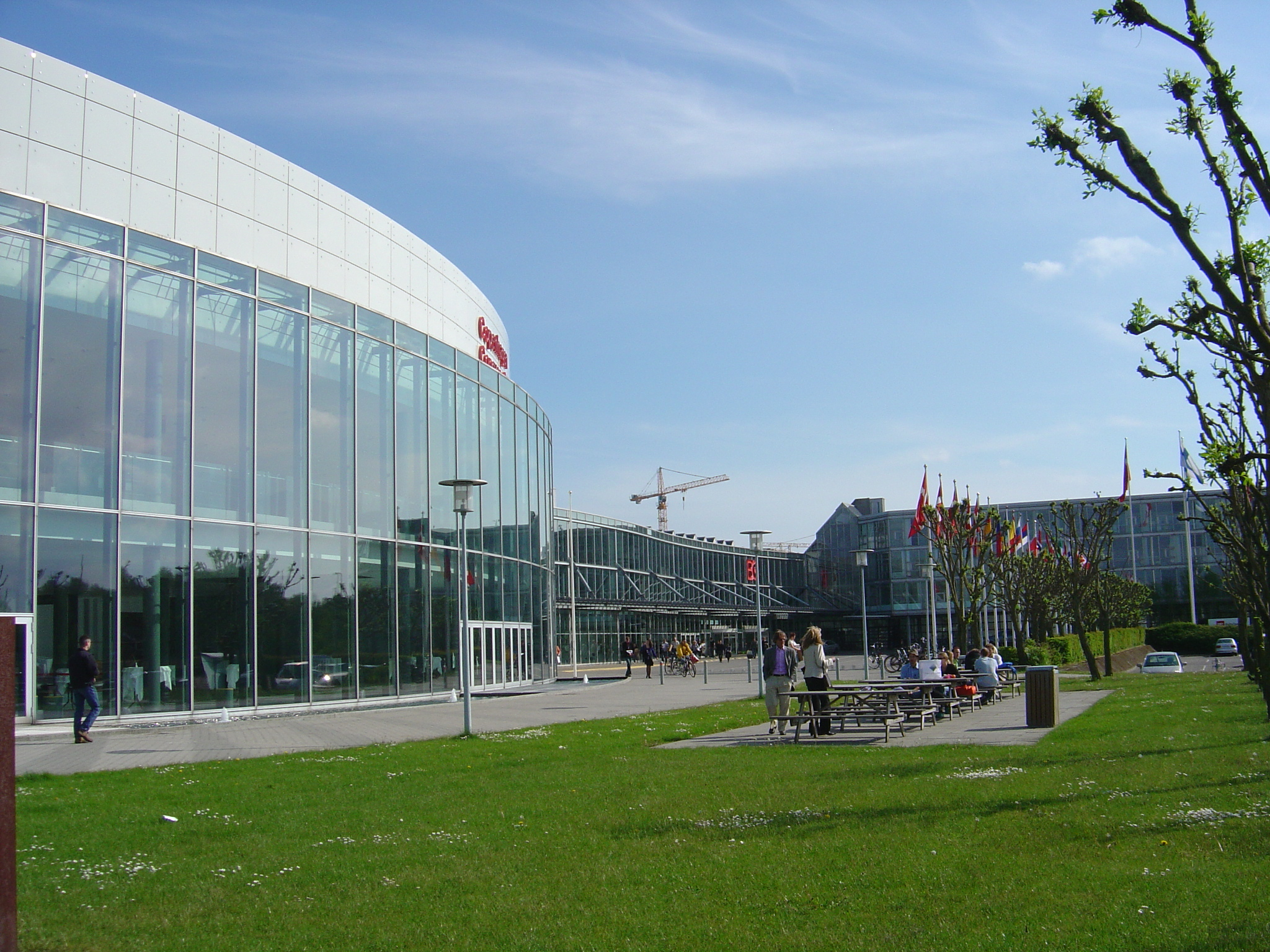
Bella Center.

Bella Center es un centro de exhibiciones de la ciudad de Copenhague (Dinamarca). Se encuentra ubicado en Ørestad, junto a la estación Bella Center. 
El 2 de octubre de 2009 acogió la 121ª sesión del Comité Ejecutivo del COI, en la que se eligió la ciudad organizadora de los Juegos Olímpicos de 2016.